# 더 트루스: 무언의 제보자
《더 트루스: 무언의 제보자》(영어: Nothing but the Truth)는 미국에서 제작된 로드 루리 감독의 2008년 정치 드라마 영화이다. 케이트 베킨세일, 맷 딜런, 앨런 알다, 비라 파미가, 앤절라 배싯 등이 출연하였고, 마크 프리드먼 등이 제작에 참여하였다.

## 줄거리
대통령이 암살 시도를 당하자 미국 정부는 배후로 베네수엘라를 지목하고 보복으로 폭탄을 터트린다. 그러나 워싱턴 D.C. 신문 기자 레이철은 정부가 중앙 정보국(CIA) 조사 보고를 통해 베네수엘라가 해당 사건과 그 어떤 관련도 없다는 걸 미리 알고 있었다면서, 베네수엘라에 파견되었던 CIA 첩보원의 정체를 폭로한다.
만약 이 정보의 출처가 정부 관계자라면 이는 국가 안보에 대한 위협이며 반역죄에 해당하기 때문에 특별 연방 검사 패튼 두브와가 사건에 배당된다. 레이철은 정보원 보호 원칙을 지키며 패튼의 질문에 답하지 않아 법정 모욕죄로 갇힌다. 레이철의 변호사 앨버트 번사이드는 이 문제를 연방 대법원까지 가져간다.

## 출연진
- 케이트 베킨세일 - 레이철 암스트롱 역: 기자.
- 맷 딜런 - 패튼 두브와 역: 특별 연방 검사.
- 앨런 알다 - 앨버트 번사이드 역: 변호사.
- 비라 파미가 - 에리카 밴도런 역: CIA 첩보원.
- 앤절라 배싯 - 보니 벤저민 역: 편집장.
- 데이비드 슈위머 - 레이 암스트롱 역: 남편.
- 노아 와일리 - 애브릴 에런슨 역: 법률 고문.
- 플로이드 에이브럼스 - 홀 판사 역
- 프레스턴 베일리 - 티미 암스트롱 역
- 로드 루리 - 기자 역
- 코트니 B. 반스
- 마이클 오닐
- 제이미 셰리든

## 기타 제작진
- 배역: 메리 조 슬레이터
- 미술: 엘로이즈 크레인 스태머존
- 세트: 레슬리 머랠러스
- 의상: 린 폴커너
- 분장: 글로리아 벨즈
- 헤어: 바버라 로렌즈
- 음향 감독: 애나 매켄지
- 시각 효과: 커트 밀러
- 제작 관리: 에드 캐슬 3세
- 조감독: 짐 골드스웨이트